# Pavle Vranjican (revolucionar)
Pavle Vranjican (1888. — 1946.), hrvatski hrvatski pripadnik pokreta otpora u Drugome svjetskom ratu i revolucionar.
Po njemu je nosila ime osnovna škola u Starom Gradu na otoku Hvaru. Prigodom 150. obljetnice osnivanja osnovne škole, društveno-političke organizacije i osnovna škola dale su postaviti 1. svibnja 1979. spomen-poprsje Vranjicanu ispred škole. Autor je akademska kiparica Neda Grdinić. Spomenik je na postamentu od bijelog kamena, a poprsje je izliveno u bronci.